# Písečník novozélandský
Písečník novozélandský (Potamopyrgus antipodarum) je druh drobného předožábrého sladkovodního plže z čeledi praménkovitých, který se endemicky vyskytuje na Novém Zélandu, kde je hojně rozšířen v tamních potocích a řekách. 
Druh byl zavlečen do řady dalších oblastí včetně Česka, kde se jedná o invazivního živočicha. Zaznamenaná hustota výskytu v některých částech světa (Spojené státy americké, Švýcarsko) dosahuje extrémních rozměrů v řádech sta tisíců jedinců na 1m².

## Popis
Jedná se o velmi malého plže se silnostěnnou kuželovitou ulitou zakončenou špičatým vrcholem. Ústí ulity je kryto drobným rohovitě zbarveným víčkem (operkulum), které je u lezoucích jedinců neseno v zadní části na hřbetní straně nohy. Barva ulity se pohybuje od šedé po světle hnědou. Na Novém Zélandu dosahuje výška ulity až 12 mm, avšak všude jinde ve světě se pohybuje kolem 4–6 mm. Ulita novozélandské populace má kolem 7–8 závitů, invazivní písečníci mívají jen 5–6 závitů.

## Biologie
Jedná se o nočního živočicha. Živí se rostlinným a živočišným detritem, řasami a rozsivkami.

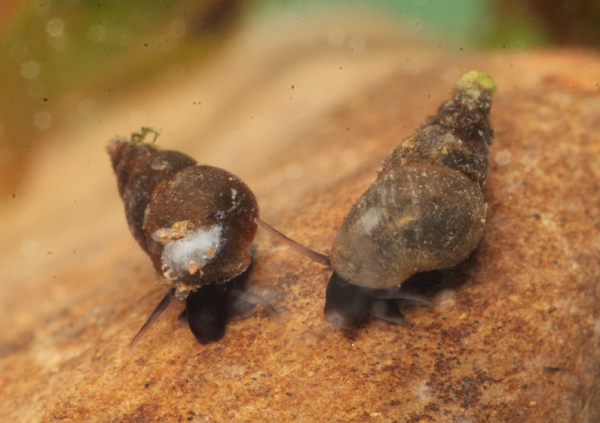
Dvojice písečníků novozélandských

Druh je odděleného pohlaví, samice jsou živorodé. Životní cyklus je jednoroční. Invazní populace se skládá z 80–100 % ze samic. Zatímco novozélandští písečníci se rozmnožují pohlavně i nepohlavně, invazivní populace se rozmnožují takřka výhradně partenogeneticky, tedy nepohlavně. Při tomto typu rozmnožování se každá samice rodí již s vyvíjejícími se embryi, které porodí několik měsíců po narození, takže celá invazivní populace se skládá z geneticky identických klonů. Zatímco některé populace patří ke stejnému typu klonu (např. veškerá populace klonů písečníků z Velkých jezer je geneticky identická s jednou z klonových populací Evropy), jiné americké populace náleží k různým partenogenetickým populacím. K roznožování nejčastěji dochází na jaře a v létě, avšak v příhodných podmínkách se písečníci mohou rozmnožovat po celý rok. Každá samice může vyprodukovat až 230 potomků za jediný rok. Pohlavní dospělosti dosahují při velikosti ulity kolem 3,5 mm a stáří 3–6 měsíců.
Písečník patří k plžům s uzavíratelnou ulitou (operkulum). V případě zavření ulity může plž přežít na suchu i několik hodin a možná i dnů. Operkulum dokáže písečníka ochránit proti chladným nebo znečištěným vodám a mohou dokonce přežít i spolknutí jinými živočichy. Je např. známo, že až 80 % písečníků, které jsou spolknuti pstruhy, projdou trávicím traktem v neporušeném stavu.
Na Novém Zélandu jsou přirozenými predátory plžů motolice, nicméně v invadovaných oblastech písečníci většinou nemají přirozené nepřátele, což jen podporuje jejich rychlé šíření.

## Rozšíření
Druh se hojně vyskytuje v řekách a potocích Nového Zélandu a jeho ostrovů, kde se jedná o vůbec nejrozšířenějšího sladkovodního plže. Dokáže ustát i vody s poměrně vysokým podílem soli, takže jej lze nalézt také v brakických vodách jako jsou ústí řek.
V místech svého rozšíření preferuje litorální vody s hloubkou kolem 10 m, dokáže však přežít v hloubkách do 45 m. Toleruje širokou škálu typů vodních toků a od rychle tekoucích, okysličených studených bystřin po teplé stojaté rybníkaté vody. Toleruje teploty vody od cca 0–34 °C, avšak ve vodách s mrznoucími teplotami umírá. Toleruje různé substráty vodního dna od jílovitých a bahnitých povrchů přes písky a kameny po dna pokryté hydrofyty.

### Invazivní výskyt

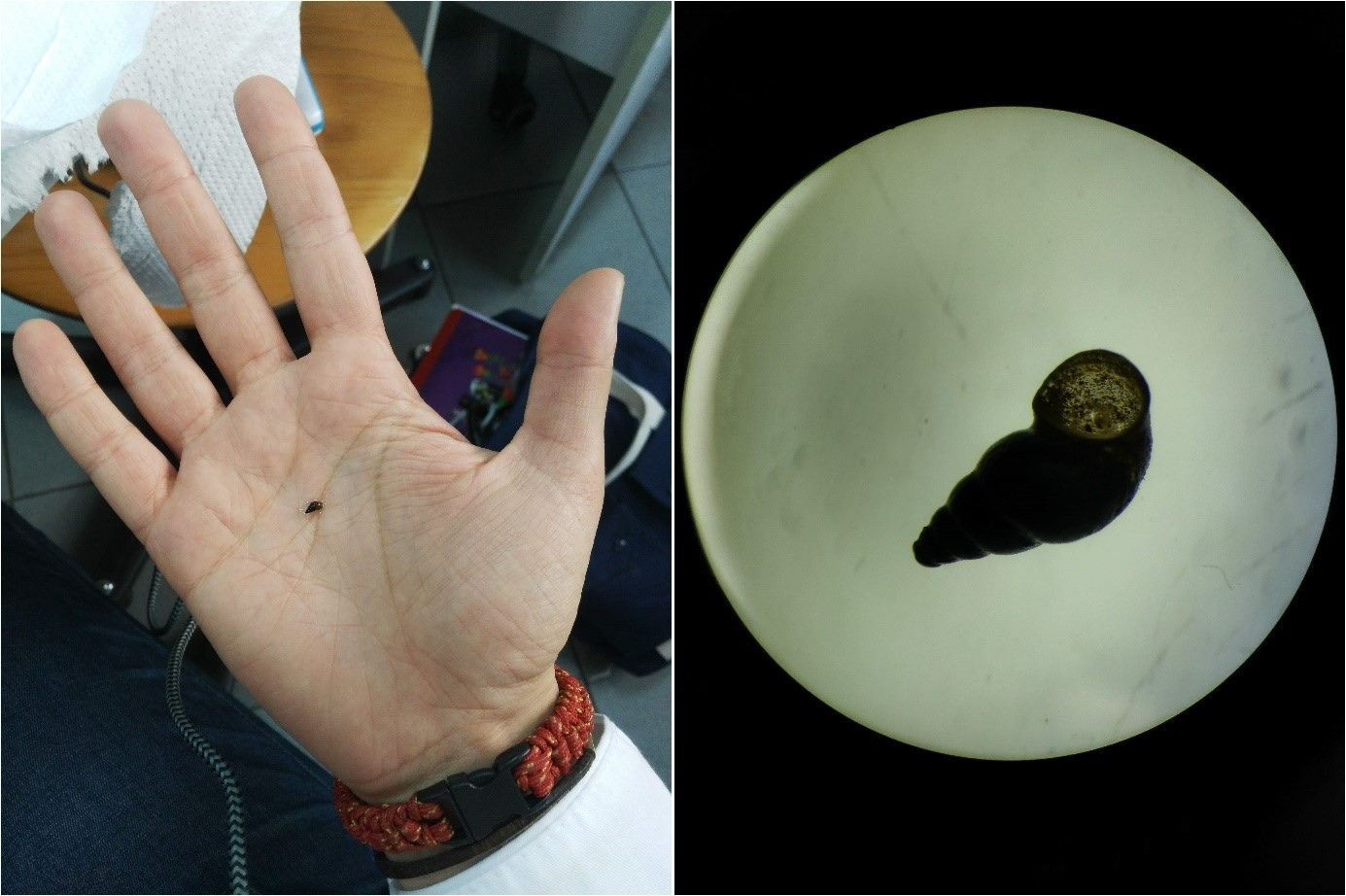
Písečník novozélandský na lidské dlani

Vlivem lidské činnosti se písečník rozšířil do četných oblastí světa jako je Evropa, Austrálie, Severní Amerika nebo Japonsko, kde působí jako invazní druh, který může dosahovat extrémních hustot výskytu. V Austrálii bylo zaznamenáno 50 tisíc a ve Spojených státech až stovky tisíc písečníků na 1 m². V Curyšském jezeru hustoty písečníků dosahovaly 800 tisíc jedinců; tato populace nicméně z neznámých příčin zanikla. Zvláště v takto hustě obydlených vodách je velmi pravděpodobné, že písečníci budou mít na své prostředí významný vliv, který je však z velké části neznámý. Předpokládá se, že zásadně budou ovlivněny hlavně místní populace vodních plžů a vodního hmyzu. Písečníci jsou polykáni pstruhy, jejímiž zažívacími trakty většinou plži projdou bez toho, aniž by došlo k jejich natrávení, čímž mohou mít negativní vliv na pstruzí populace. Nastaly dokonce případy blokace vodních trubek přemnoženými písečníky.

Přibližné rozšíření písečníků novozélandských

První výskyt druhu mimo Nový Zéland byl zaznamenán již v roce 1859 ve Spojeném království. V Česku byl druh poprvé objeven na severu Čech v roce 1881. Od té doby se písečník novozélandský rozšířil i do řady dalších českých povodí. Nejčastější nálezy pochází z Polabí a ze severozápadních Čech, kde se druh často vyskytuje v sekundárních biotopech vzniklých těžařskou činností (zatopené lomy apod.). O něco méně je druh nalézán v přirozených úsecích řek a potoků a vzácně i na prameništích.
Předpokládá se, že hlavní příčinou rozšíření druhu do celého světa jsou lodní balastní nádrže. Místně mohou být písečníci šířeni ve vybavení rekreačních rybářů, přichycení na lodích nebo plovoucích předmětech, s chovnými druhy rostlin a ryb nebo případně i ve střevech a na nohách ptáků. V oblastech, kde došlo k invazivnímu rozšíření plžů, je jejich úplná eradikace často neproveditelná nebo nepraktická. Ochranný management se zaměřuje na prevenci šíření druhu spíše než na jeho úplné lokální vymýcení.
Písečníci jsou úspěšný invazivní druh zejména díky své vysoké toleranci habitatu a možností nepohlavní, extrémně rychlé reprodukce. V příhodných podmínkách mohou písečníci za jediný rok vyprodukovat až 6 generací plžů, což čistě teoreticky může představovat přes 300 milionů narozených jedinců za jediný rok díky jediné samici.